# السياسة الخارجية والأمنية المشتركة للاتحاد الأوروبي
السياسة الخارجية والأمنية المشتركة للاتحاد الأوروبي (بالإنجليزية: The Common Foreign and Security Policy : CFSP)‏ يتم تنظيمها وفقا للسياسة الخارجية في الاتحاد الأوروبي في مجال الدبلوماسية والإجراءات الأمنية والدفاعية. تتعامل CFSP مع جزء محدد من علاقات الاتحاد الأوروبي الخارجية فقط، التي تشمل بشكل رئيسي مجالات سياسة التجارة والمعاملات التجارية ومجالات أخرى مثل تمويل بلدان العالم الثالث، الخ. تتطلب القرارات إجماع الدول الأعضاء في مجلس الاتحاد الأوروبي، ولكن عند بعد الموافقة، يمكن تطوير جوانب معينة بتصويت الأغلبية المؤهلة. يرأس السياسة الخارجية ويمثلها الممثل السامي للاتحاد الأوروبي.
تعتبر السياسة الخارجية والأمنية أن المسؤول عن الدفاع الإقليمي في أوروبا و «صنع السلام» هو منظمة حلف شمال الأطلسي. ومع ذلك، فمنذ عام 1999، تحمل الاتحاد الأوروبي مسؤولية البعثات، مثل «حفظ السلام» والحفاظ على المعاهدات، وغيرها. وتستخدم كثيرا عبارة «قابل للانفصال ولكن غير منفصل» "separable, but not separate" لوصف العلاقة بين قوات الاتحاد الأوروبي وحلف شمال الأطلسي، ولكن يمكن تخصيص أجزاء من قوات الناتو إلى الاتحاد الأوروبي إذا لزم الأمر. أما بخصوص البعثات، فالحق في رفض العرض أولا موجود: قد يتحرك الاتحاد الأوروبي في حال قرر حلف شمال الأطلسي أولا بعدم التدخل.